# 차토 화산

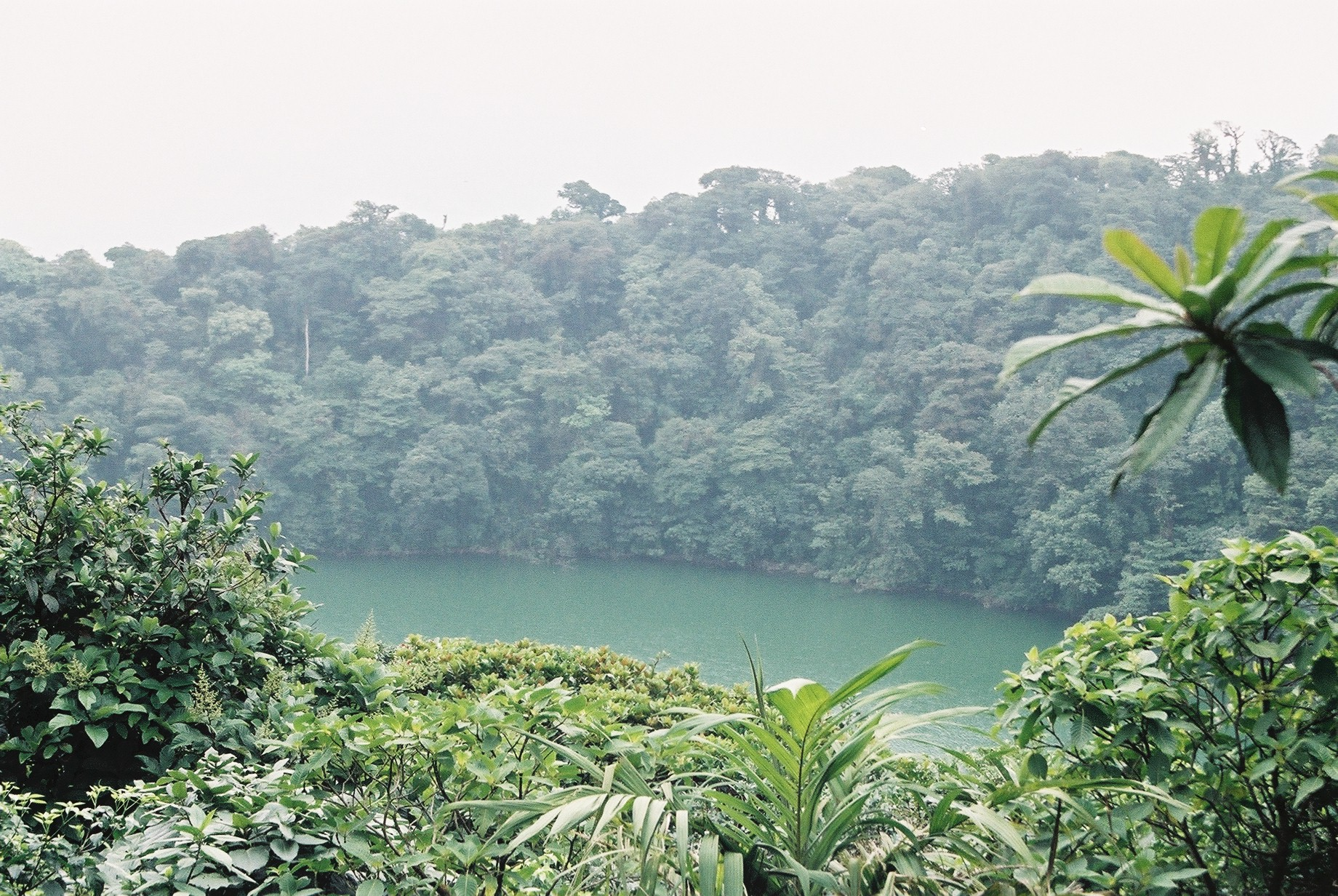

차토 화산(Volcán Chato)은 코스타리카의 아레날 화산 옆에 있는 휴화산으로, 성층 화산이다. 세로 차토 (Cerro Chato)라고도 하며, 정상에는 녹색 타원형 화구호가 있다. 옆에 있는 아레날 화산과 달리 나무들이 많으며, 아주 고요하다. 이곳에서는 번번이 아레날 화산의 폭발을 볼 수 있다. 아레날 화산 국립공원으로 지정되었다.